# BBTV Channel 7
Kanal 7 (thailändisch สถานีโทรทัศน์สีกองทัพบกช่อง 7, übersetzt: „Farbfernsehsender des Heeres Kanal 7“, kurz ช่อง7สี, „Farb-Kanal 7“, englisch BBTV Channel 7, kurz CH7) ist ein in Thailand landesweit analog, terrestrisch über VHF empfangbarer Fernsehsender. Die analoge Ausstrahlung wurde 2018 eingestellt. Eigentümer des Senders ist das thailändische Heer.
Kanal 7 wurde 1958 von Feldmarschall Sarit Thanarat aufgrund von Rivalitäten zwischen den verschiedenen Regierungsbehörden gegründet. Er ist neben Kanal 5 der zweite Fernsehsender der Landstreitkräfte. Diese haben die Lizenz zum Betrieb des Programms 1967 an das Privatunternehmen BBTV Bangkok Broadcasting & Television vergeben. Dieses gehört mehrheitlich der chinesischstämmigen Familie Ratanarak, die auch Eigentümer der Bank of Ayudhya und Siam City Cement war bzw. ist und zu den reichsten Familien Thailands gehört. Kanal 7 war der erste Farbfernsehsender Thailands. Die Konzession an BBTV wurde 1998 um weitere 25 Jahre (bis 2023) verlängert, ohne dass es einen Mitbewerber gegeben hätte. Die über die Jahre gezahlten Gebühren betragen insgesamt 4,67 Milliarden Baht.
Kanal 7 hatte im zweiten Quartal 2011 eine durchschnittliche Einschaltquote von 47 % und einen Werbemarktanteil von 31,9 %. Nach der Einführung des Digitalen Fernsehens mit einer Vervielfachung der frei empfangbaren Sender sank die Einschaltquote auf 26,5 % im August 2016. Der Schwerpunkt des Programms liegt auf Lakhon, einem mit der Seifenoper oder Telenovela vergleichbarem Format. Die von Kanal 7 produzierten Lakhon sprechen tendenziell eher die Arbeiterklasse und Provinzbevölkerung an. Ihr Stil wird als „grell volkstümlich“ beschrieben, die Handlung ist oft sensationslüstern bis unglaubwürdig, im Mittelpunkt steht meist das „plutokratische“ Leben fabelhaft reicher Familien. Der Schauspielstil ist melodramatisch, die Inszenierung äußerst aufwendig.
Seit 2014 strahlt Kanal 7 im digitalen Standard DVB-T2 und in High Definition (HD) aus. Das analoge Signal soll 2018 abgeschaltet werden.